# Historia (bok av Herodotos)

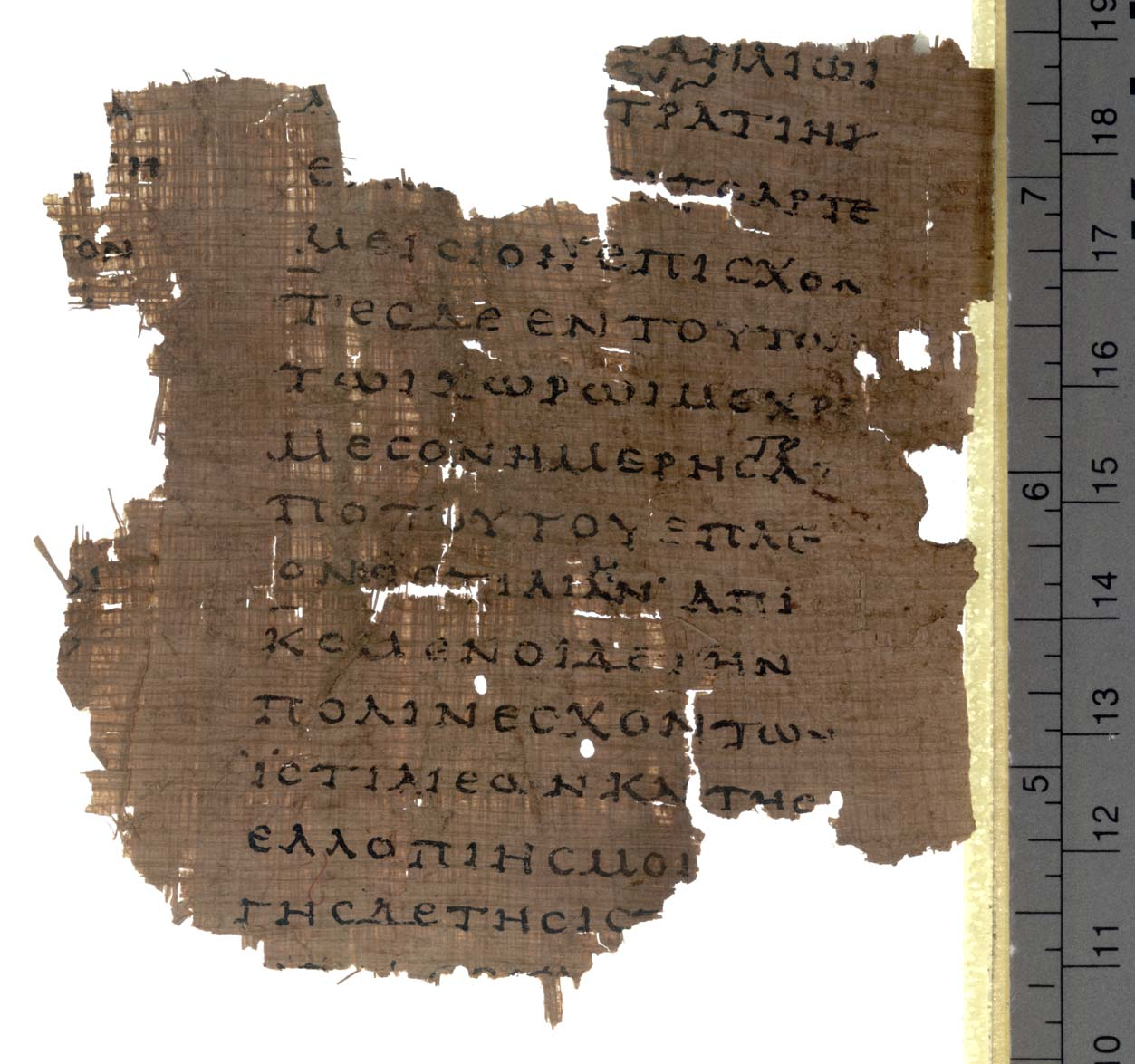
Fragment av bok 8 i Historia i form av Oxyrhyncus-papyrus

Historia (grekiska Ἱστορίαι) är en bok av den antike grekiske författaren Herodotos, som lade grunden till det moderna historieämnet, även om boken i hög grad också behandlar geografi och etnologi och har en mängd anekdoter. Dess syfte är att skildra och ge bakgrund till perserkrigen. Namnet betyder undersökningar, sökande, iakttagande eller forskning; det må gälla händelser, biologiska fakta, matematiska principer eller något annat.
Boken är indelad i nio avdelningar, en för var och en av muserna. 
Boken översattes till svenska av Claes Lindskog 1920.  